# 2 (album, Netsky)
2 je druhé album belgického Drum and Bass producenta Netsky, vydané 25. června 2012 pod vydavatelstvím Hospital Records buď jako digitálně stažitelné album, CD nebo Vinyl.

## Seznam skladeb

### CD
| Pořadí         | Název                                           | Délka |
| -------------- | ----------------------------------------------- | ----- |
| 1.             | Love Has Gone                                   | 4:11  |
| 2.             | The Whistle Song (feat. Dynamite MC)            | 4:39  |
| 3.             | Wanna Die For You (featuring Diane Charlemagne) | 4:17  |
| 4.             | Come Alive                                      | 4:09  |
| 5.             | Give & Take                                     | 4:08  |
| 6.             | Get Away From Here (feat. Selah Sue)            | 4:13  |
| 7.             | 911                                             | 3:23  |
| 8.             | Squad Up (feat. Jimmy Jams)                     | 3:44  |
| 9.             | Jetlag Funk                                     | 5:18  |
| 10.            | Puppy                                           | 4:20  |
| 11.            | When Darkness Falls (feat. Bridgette Amofah)    | 3:52  |
| 12.            | Detonate                                        | 3:50  |
| 13.            | No Beginning                                    | 5:19  |
| 14.            | Dubplate Special (feat. Darrison)               | 0:48  |
| 15.            | Drawing Straws                                  | 4:15  |
| Celková délka: | Celková délka:                                  | 60:33 |

### Vinyl
1. Love Has Gone
2. 911
3. Jetlag Funk
4. No Beginning
5. Drawing Straws
6. Detonate
7. Get Away From Here (Instrumental)
8. Give & Take

## Umístění v hitparádách
| Hitparáda (2012)                  | Umístění |
| --------------------------------- | -------- |
| Belgická hitparáda alb (Flandry)  | 1        |
| Belgická hitparáda alb (Valonsko) | 74       |
| Novozélandská hitparáda alb       | 13       |
| Britská hitparáda alb             | 29       |